# Аква-Александрина
Аква-Александрина (лат. Aqua Alexandrina) — последний античный водопровод, построенный в Риме.
Акведук был построен в 226 году при императоре Александре Севере и назван в честь него. Новый акведук нужен был для снабжения терм Александра Севера на Марсовом поле (бывшие термы Нерона, между Пантеоном и площадью Навона). Протяжённость водопровода составляла 22,5 километра. Часть акведука сохранилась в римском районе Pignattara.